# Les Hôpitaux-Neufs
Les Hôpitaux-Neufs település Franciaországban, Doubs megyében. Lakosainak száma 947 fő (2022. január 1.). Les Hôpitaux-Neufs Les Hôpitaux-Vieux, Touillon-et-Loutelet, Jougne és Métabief községekkel határos.

## Népesség
A település népességének változása:
| Lakosok száma | 285  | 265  | 369  | 683  | 783  | 849  | 921  | 913  | 907  | 947  |
|               | 1968 | 1982 | 1990 | 2006 | 2013 | 2015 | 2017 | 2019 | 2020 | 2022 |